# Córsega do Sul
A Córsega do Sul (em francês Corse-du-Sud, e, em corso, Corsica suttana, Pumonte ou Pumonti) é um departamento francês formado pela parte meridional da ilha da Córsega.

## História
A Córsega do Sul foi formada pela divisão da Córsega em 1 de janeiro de 1976, em aplicação da lei de 15 de maio de 1975. Seus limites correspondem àqueles do antigo departamento de Liamone, que existiu de 1793 a 1811.

## Geografia
A Córsega do Sul faz parte da coletividade territorial da Córsega. Ela é limítrofe ao departamento da Alta Córsega e é banhada pelo mar Mediterrâneo.
Sua maior cidade é Ajaccio, com 68.587 habitantes em 2014, a cidade mais populosa da ilha. Outras cidades importantes são Porto-Vecchio, Propriano, Bastelicaccia e Bonifacio.